# Cathédrale de Bosa
La cathédrale de Bosa est une église catholique romaine de Bosa, en Italie. Il s'agit d'une cocathédrale du diocèse d'Alghero-Bosa.

## Histoire
Le premier document sur l'église de Santa Maria (ancien nom de la cathédrale) remonte à 1388, lorsque tous les citoyens de la ville s'y sont réunis pour porter une annonce officielle demandant au maire Galateo Masala de présenter la ville comme étant un symbole de paix entre Éléonore d'Aborée et Giovani d'Aragon, fils d'Orlando d'Aragon. L'église devait déjà être une cathédrale pour accueillir un évènement de cette envergure. L'évêque avait sa résidence dans l'église de San Pietro Extramuros jusqu'au XIIIe siècle. 
Lorsque l'église fut érigée en cathédrale, la structure fut reconstruite de fond en comble, l'ancienne structure latine fut détruite pour être remplacée par une structure de grandes pierres carrées. La paroisse qui se trouvait dans l'église de San Giovani, qui était aussi le baptistère de la ville, a été transférée à l'église de Santa Maria, où les fonts baptismaux ont été construits en 1595. Les travaux d'enrichissement de la structure se sont poursuivis sans interruption. Le maître-autel a été construit pendant l'épiscopat de Gavino Manca de Cedrelles. La structure baroque en marbre polychrome a été dédiée à la Vierge Marie et à certains saints.
Le large escalier du presbytère et sa balustrade ont été construits en 1620. Le 7 mars 1632, l'évêque de Pirella a souhaité que, avec le titre de Santa Maria, soit ajouté celui de l'Immaculée Conception à la cathédrale. La construction du clocher, après une pause, a repris en 1636. L’achat des cloches eût lieu en 1614.
Entre 1737 et 1765, la salle du chapitre fut construite, les fonts baptismaux furent achevés et la nef entière fut repavée. La cathédrale fut inondée plusieurs fois, du fait des débordements de la rivière passant juste à côté. Des travaux pour lutter contre l'effritement des murs et pour surélever les autels ont commencé en 1805.